# 福隆乡
福隆乡，是中华人民共和国广西壮族自治区崇左市大新县下辖的一个乡镇级行政单位。

## 行政区划
福隆乡下辖以下地区：
福隆社区、中山村、五兆村、平良村、欧阳村和营旺村。